# Coupe Davis 1955
Pour un article plus général, voir Coupe Davis.
Navigation
Édition précédente Édition suivante
La Coupe Davis 1955 est la 44e édition de ce tournoi de tennis professionnel masculin par nations. Les rencontres se déroulent du 28 mars au 28 août dans différents lieux.
L'Australie (finaliste sortante) remporte son 12e saladier d'argent grâce à sa victoire lors du "Challenge Round" face aux États-Unis (tenants du titre) par cinq victoires à zéro.

## Contexte
Le tournoi se déroule au préalable dans les tours préliminaires des zones continentales. Un total de 35 nations participent à la compétition :
- 7 dans la "Zone Amérique",
- 3 dans la "Zone Est" (incluant l'Asie et l'Océanie),
- 24 dans la "Zone Europe" (incluant l'Afrique),
- plus les États-Unis ayant remporté l'édition précédente, ainsi qualifiés pour le "Challenge round".

## Résultats

### Tableau du top 16 mondial
|  | Huitièmes de finale Plusieurs dates                                            | Huitièmes de finale Plusieurs dates                                            |                                                        |                                                       | Quarts de finale Plusieurs dates                                              | Quarts de finale Plusieurs dates                                              |   |  | Demi-finales Plusieurs dates                                      | Demi-finales Plusieurs dates                                      |  |  | Finale du tout venant 14 - 16 août                   | Finale du tout venant 14 - 16 août                   |
|  | Huitièmes de finale Plusieurs dates                                            | Huitièmes de finale Plusieurs dates                                            |                                                        |                                                       | Quarts de finale Plusieurs dates                                              | Quarts de finale Plusieurs dates                                              |   |  | Demi-finales Plusieurs dates                                      | Demi-finales Plusieurs dates                                      |  |  | Finale du tout venant 14 - 16 août                   | Finale du tout venant 14 - 16 août                   |
|  |                                                                                |                                                                                |                                                        |                                                       |                                                                               |                                                                               |   |  |                                                                   |                                                                   |  |  |                                                      |                                                      |
|  | Quart de finale Europe (10 - 12 juin) Copenhague, Danemark (terre battue ext.) | Quart de finale Europe (10 - 12 juin) Copenhague, Danemark (terre battue ext.) |                                                        |                                                       | Demi-finale Europe (14 - 16 juillet) Birmingham, Grande-Bretagne (gazon ext.) | Demi-finale Europe (14 - 16 juillet) Birmingham, Grande-Bretagne (gazon ext.) |   |  | Finale Europe (29 - 31 juillet) Milan, Italie (terre battue ext.) | Finale Europe (29 - 31 juillet) Milan, Italie (terre battue ext.) |  |  | Inter-zone Philadelphie, PA, États-Unis (gazon ext.) | Inter-zone Philadelphie, PA, États-Unis (gazon ext.) |
|  | Quart de finale Europe (10 - 12 juin) Copenhague, Danemark (terre battue ext.) | Quart de finale Europe (10 - 12 juin) Copenhague, Danemark (terre battue ext.) |                                                        |                                                       | Demi-finale Europe (14 - 16 juillet) Birmingham, Grande-Bretagne (gazon ext.) | Demi-finale Europe (14 - 16 juillet) Birmingham, Grande-Bretagne (gazon ext.) |   |  | Finale Europe (29 - 31 juillet) Milan, Italie (terre battue ext.) | Finale Europe (29 - 31 juillet) Milan, Italie (terre battue ext.) |  |  | Inter-zone Philadelphie, PA, États-Unis (gazon ext.) | Inter-zone Philadelphie, PA, États-Unis (gazon ext.) |
|  | Danemark                                                                       | 0                                                                              |                                                        |                                                       | Demi-finale Europe (14 - 16 juillet) Birmingham, Grande-Bretagne (gazon ext.) | Demi-finale Europe (14 - 16 juillet) Birmingham, Grande-Bretagne (gazon ext.) |   |  | Finale Europe (29 - 31 juillet) Milan, Italie (terre battue ext.) | Finale Europe (29 - 31 juillet) Milan, Italie (terre battue ext.) |  |  | Inter-zone Philadelphie, PA, États-Unis (gazon ext.) | Inter-zone Philadelphie, PA, États-Unis (gazon ext.) |
|  | Danemark                                                                       | 0                                                                              |                                                        |                                                       | Demi-finale Europe (14 - 16 juillet) Birmingham, Grande-Bretagne (gazon ext.) | Demi-finale Europe (14 - 16 juillet) Birmingham, Grande-Bretagne (gazon ext.) |   |  | Finale Europe (29 - 31 juillet) Milan, Italie (terre battue ext.) | Finale Europe (29 - 31 juillet) Milan, Italie (terre battue ext.) |  |  | Inter-zone Philadelphie, PA, États-Unis (gazon ext.) | Inter-zone Philadelphie, PA, États-Unis (gazon ext.) |
|  | Italie                                                                         | 5                                                                              |                                                        |                                                       | Demi-finale Europe (14 - 16 juillet) Birmingham, Grande-Bretagne (gazon ext.) | Demi-finale Europe (14 - 16 juillet) Birmingham, Grande-Bretagne (gazon ext.) |   |  | Finale Europe (29 - 31 juillet) Milan, Italie (terre battue ext.) | Finale Europe (29 - 31 juillet) Milan, Italie (terre battue ext.) |  |  | Inter-zone Philadelphie, PA, États-Unis (gazon ext.) | Inter-zone Philadelphie, PA, États-Unis (gazon ext.) |
|  | Italie                                                                         | 5                                                                              | Italie                                                 | 5                                                     |                                                                               |                                                                               |   |  | Finale Europe (29 - 31 juillet) Milan, Italie (terre battue ext.) | Finale Europe (29 - 31 juillet) Milan, Italie (terre battue ext.) |  |  | Inter-zone Philadelphie, PA, États-Unis (gazon ext.) | Inter-zone Philadelphie, PA, États-Unis (gazon ext.) |
|  | Quart de finale Europe (9 - 13 juin) Manchester, Grande-Bretagne (gazon ext.)  |                                                                                | Italie                                                 | 5                                                     |                                                                               |                                                                               |   |  | Finale Europe (29 - 31 juillet) Milan, Italie (terre battue ext.) | Finale Europe (29 - 31 juillet) Milan, Italie (terre battue ext.) |  |  | Inter-zone Philadelphie, PA, États-Unis (gazon ext.) | Inter-zone Philadelphie, PA, États-Unis (gazon ext.) |
|  |                                                                                | Grande-Bretagne                                                                | 0                                                      |                                                       |                                                                               |                                                                               |   |  | Finale Europe (29 - 31 juillet) Milan, Italie (terre battue ext.) | Finale Europe (29 - 31 juillet) Milan, Italie (terre battue ext.) |  |  | Inter-zone Philadelphie, PA, États-Unis (gazon ext.) | Inter-zone Philadelphie, PA, États-Unis (gazon ext.) |
|  | Grande-Bretagne                                                                | Grande-Bretagne                                                                | 0                                                      | 3                                                     |                                                                               |                                                                               |   |  | Finale Europe (29 - 31 juillet) Milan, Italie (terre battue ext.) | Finale Europe (29 - 31 juillet) Milan, Italie (terre battue ext.) |  |  | Inter-zone Philadelphie, PA, États-Unis (gazon ext.) | Inter-zone Philadelphie, PA, États-Unis (gazon ext.) |
|  | Grande-Bretagne                                                                | Demi-finale Europe (15 - 17 juillet) Båstad, Suède (terre battue ext.)         |                                                        | 3                                                     |                                                                               |                                                                               |   |  | Finale Europe (29 - 31 juillet) Milan, Italie (terre battue ext.) | Finale Europe (29 - 31 juillet) Milan, Italie (terre battue ext.) |  |  | Inter-zone Philadelphie, PA, États-Unis (gazon ext.) | Inter-zone Philadelphie, PA, États-Unis (gazon ext.) |
|  | Inde                                                                           | 2                                                                              |                                                        |                                                       |                                                                               |                                                                               |   |  | Finale Europe (29 - 31 juillet) Milan, Italie (terre battue ext.) | Finale Europe (29 - 31 juillet) Milan, Italie (terre battue ext.) |  |  | Inter-zone Philadelphie, PA, États-Unis (gazon ext.) | Inter-zone Philadelphie, PA, États-Unis (gazon ext.) |
|  | Inde                                                                           | 2                                                                              | Italie                                                 | 4                                                     |                                                                               |                                                                               |   |  |                                                                   |                                                                   |  |  | Inter-zone Philadelphie, PA, États-Unis (gazon ext.) | Inter-zone Philadelphie, PA, États-Unis (gazon ext.) |
|  | Quart de finale Europe (10 - 12 juin) Saltsjöbaden, Suède (terre battue ext.)  |                                                                                | Italie                                                 | 4                                                     |                                                                               |                                                                               |   |  |                                                                   |                                                                   |  |  | Inter-zone Philadelphie, PA, États-Unis (gazon ext.) | Inter-zone Philadelphie, PA, États-Unis (gazon ext.) |
|  |                                                                                | Suède                                                                          | 1                                                      |                                                       |                                                                               |                                                                               |   |  |                                                                   |                                                                   |  |  | Inter-zone Philadelphie, PA, États-Unis (gazon ext.) | Inter-zone Philadelphie, PA, États-Unis (gazon ext.) |
|  | France                                                                         | Suède                                                                          | 1                                                      | 2                                                     |                                                                               |                                                                               |   |  |                                                                   |                                                                   |  |  | Inter-zone Philadelphie, PA, États-Unis (gazon ext.) | Inter-zone Philadelphie, PA, États-Unis (gazon ext.) |
|  | France                                                                         | Inter-zone (5 - 7 août) Glen Cove, NY, États-Unis (gazon ext.)                 |                                                        | 2                                                     |                                                                               |                                                                               |   |  |                                                                   |                                                                   |  |  | Inter-zone Philadelphie, PA, États-Unis (gazon ext.) | Inter-zone Philadelphie, PA, États-Unis (gazon ext.) |
|  | Suède                                                                          | 3                                                                              |                                                        |                                                       |                                                                               |                                                                               |   |  |                                                                   |                                                                   |  |  | Inter-zone Philadelphie, PA, États-Unis (gazon ext.) | Inter-zone Philadelphie, PA, États-Unis (gazon ext.) |
|  | Suède                                                                          | 3                                                                              | Suède                                                  | 3                                                     |                                                                               |                                                                               |   |  |                                                                   |                                                                   |  |  | Inter-zone Philadelphie, PA, États-Unis (gazon ext.) | Inter-zone Philadelphie, PA, États-Unis (gazon ext.) |
|  | Quart de finale Europe (10 - 12 juin) Bruxelles, Belgique (???)                |                                                                                | Suède                                                  | 3                                                     |                                                                               |                                                                               |   |  |                                                                   |                                                                   |  |  | Inter-zone Philadelphie, PA, États-Unis (gazon ext.) | Inter-zone Philadelphie, PA, États-Unis (gazon ext.) |
|  |                                                                                | Chili                                                                          | 2                                                      |                                                       |                                                                               |                                                                               |   |  |                                                                   |                                                                   |  |  | Inter-zone Philadelphie, PA, États-Unis (gazon ext.) | Inter-zone Philadelphie, PA, États-Unis (gazon ext.) |
|  | Chili                                                                          | Chili                                                                          | 2                                                      | 3                                                     |                                                                               |                                                                               |   |  |                                                                   |                                                                   |  |  | Inter-zone Philadelphie, PA, États-Unis (gazon ext.) | Inter-zone Philadelphie, PA, États-Unis (gazon ext.) |
|  | Chili                                                                          | Finale Est (27 - 29 mai) Tokyo, Japon (???)                                    |                                                        | 3                                                     |                                                                               |                                                                               |   |  |                                                                   |                                                                   |  |  | Inter-zone Philadelphie, PA, États-Unis (gazon ext.) | Inter-zone Philadelphie, PA, États-Unis (gazon ext.) |
|  | Belgique                                                                       | 2                                                                              |                                                        |                                                       |                                                                               |                                                                               |   |  |                                                                   |                                                                   |  |  | Inter-zone Philadelphie, PA, États-Unis (gazon ext.) | Inter-zone Philadelphie, PA, États-Unis (gazon ext.) |
|  | Belgique                                                                       | 2                                                                              | Italie                                                 | 0                                                     |                                                                               |                                                                               |   |  |                                                                   |                                                                   |  |  |                                                      |                                                      |
|  | Demi-finale Est                                                                |                                                                                | Italie                                                 | 0                                                     |                                                                               |                                                                               |   |  |                                                                   |                                                                   |  |  |                                                      |                                                      |
|  |                                                                                | Australie                                                                      | 5                                                      |                                                       |                                                                               |                                                                               |   |  |                                                                   |                                                                   |  |  |                                                      |                                                      |
|  | Japon                                                                          | Australie                                                                      | 5                                                      |                                                       |                                                                               |                                                                               |   |  |                                                                   |                                                                   |  |  |                                                      |                                                      |
|  |                                                                                |                                                                                |                                                        |                                                       |                                                                               |                                                                               |   |  |                                                                   |                                                                   |  |  |                                                      |                                                      |
|  | Bye                                                                            |                                                                                |                                                        |                                                       |                                                                               |                                                                               |   |  |                                                                   |                                                                   |  |  |                                                      |                                                      |
|  | Japon                                                                          | 3                                                                              |                                                        |                                                       |                                                                               |                                                                               |   |  |                                                                   |                                                                   |  |  |                                                      |                                                      |
|  | Japon                                                                          | 3                                                                              | Demi-finale Est (28 - 30 mars) Rangoun, Birmanie (???) |                                                       |                                                                               |                                                                               |   |  |                                                                   |                                                                   |  |  |                                                      |                                                      |
|  |                                                                                | Philippines                                                                    | 2                                                      |                                                       |                                                                               |                                                                               |   |  |                                                                   |                                                                   |  |  |                                                      |                                                      |
|  | Birmanie                                                                       | Philippines                                                                    | 2                                                      | 0                                                     |                                                                               |                                                                               |   |  |                                                                   |                                                                   |  |  |                                                      |                                                      |
|  | Birmanie                                                                       | Finale Amériques (29 - 31 juillet) Montréal, Canada (gazon ext.)               |                                                        | 0                                                     |                                                                               |                                                                               |   |  |                                                                   |                                                                   |  |  |                                                      |                                                      |
|  | Philippines                                                                    | 5                                                                              |                                                        |                                                       |                                                                               |                                                                               |   |  |                                                                   |                                                                   |  |  |                                                      |                                                      |
|  | Philippines                                                                    | 5                                                                              | Japon                                                  | 0                                                     |                                                                               |                                                                               |   |  |                                                                   |                                                                   |  |  |                                                      |                                                      |
|  | Demi-finale Amériques (22 - 24 juillet) Montréal, Canada (gazon ext.)          |                                                                                | Japon                                                  | 0                                                     |                                                                               |                                                                               |   |  |                                                                   |                                                                   |  |  |                                                      |                                                      |
|  |                                                                                | Australie                                                                      | 4                                                      |                                                       |                                                                               |                                                                               |   |  |                                                                   |                                                                   |  |  |                                                      |                                                      |
|  | Canada                                                                         | Australie                                                                      | 4                                                      | 5                                                     |                                                                               |                                                                               |   |  |                                                                   |                                                                   |  |  |                                                      |                                                      |
|  | Canada                                                                         |                                                                                |                                                        | 5                                                     |                                                                               |                                                                               |   |  |                                                                   |                                                                   |  |  |                                                      |                                                      |
|  | Indes occidentales                                                             | 0                                                                              |                                                        | Challenge round 26 - 28 août                          | Challenge round 26 - 28 août                                                  |                                                                               |   |  |                                                                   |                                                                   |  |  |                                                      |                                                      |
|  | Indes occidentales                                                             | 0                                                                              | Canada                                                 | Challenge round 26 - 28 août                          | Challenge round 26 - 28 août                                                  | 0                                                                             |   |  |                                                                   |                                                                   |  |  |                                                      |                                                      |
|  | Demi-finale Amériques (28 - 30 mars) Louisville, KY, États-Unis (???)          | Demi-finale Amériques (28 - 30 mars) Louisville, KY, États-Unis (???)          | Canada                                                 | Challenge round New York, NY, États-Unis (gazon ext.) | Challenge round New York, NY, États-Unis (gazon ext.)                         | 0                                                                             |   |  |                                                                   |                                                                   |  |  |                                                      |                                                      |
|  | Demi-finale Amériques (28 - 30 mars) Louisville, KY, États-Unis (???)          | Demi-finale Amériques (28 - 30 mars) Louisville, KY, États-Unis (???)          |                                                        | Challenge round New York, NY, États-Unis (gazon ext.) | Challenge round New York, NY, États-Unis (gazon ext.)                         | Australie                                                                     | 5 |  |                                                                   |                                                                   |  |  |                                                      |                                                      |
|  | Brésil                                                                         | 1                                                                              | États-Unis                                             | 0                                                     |                                                                               | Australie                                                                     | 5 |  |                                                                   |                                                                   |  |  |                                                      |                                                      |
|  | Brésil                                                                         | 1                                                                              | États-Unis                                             | 0                                                     |                                                                               |                                                                               |   |  |                                                                   |                                                                   |  |  |                                                      |                                                      |
|  | Australie                                                                      | 4                                                                              |                                                        | Australie                                             | 5                                                                             |                                                                               |   |  |                                                                   |                                                                   |  |  |                                                      |                                                      |
|  | Australie                                                                      | 4                                                                              |                                                        | Australie                                             | 5                                                                             |                                                                               |   |  |                                                                   |                                                                   |  |  |                                                      |                                                      |

### Matchs détaillés

#### Finale du tout venant
| | Italie | 0                                   | - | 5  | Australie |   |  |
| --- | ------ | ----------------------------------- | - | -- | --------- | - |  |
| Germantown Cricket Club, Philadelphie, PA, États-Unis |        |                                     |   |    |           |   |  |
| du 14 au 16 août 1955 sur gazon (ext.) |        |                                     |   |    |           |   |  |
| \| 1 \| \| Fausto Gardini \| 3 \| 2 \| 0 \| \| \| \| 1 \| \| Lew Hoad \| 6 \| 6 \| 6 \| \| \| \| 2 \| \| Nicola Pietrangeli \| 6 \| 6 \| 1 \| 4 \| \| \| 2 \| \| Ken Rosewall \| 8 \| 3 \| 6 \| 6 \| \| \| 3 \| \| Nicola Pietrangeli - Orlando Sirola \| 5 \| 11 \| 5 \| \| \| \| 3 \| \| Rex Hartwig - Lew Hoad \| 7 \| 13 \| 7 \| \| \| \| \| \| \| \| \| \| \| \| \| 4 \| \| Orlando Sirola \| 4 \| 6 \| 1 \| 4 \| \| \| 4 \| \| Ken Rosewall \| 6 \| 4 \| 6 \| 6 \| \| \| \| \| \| \| \| \| \| \| \| 5 \| \| Nicola Pietrangeli \| 7 \| 2 \| 3 \| \| \| \| 5 \| \| Lew Hoad \| 9 \| 6 \| 6 \| \| \| \| \| \| \| \| \| \| \| \| |        |                                     |   |    |           |   |  |
| 1 |        | Fausto Gardini                      | 3 | 2  | 0         |   |  |
| 1 |        | Lew Hoad                            | 6 | 6  | 6         |   |  |
| 2 |        | Nicola Pietrangeli                  | 6 | 6  | 1         | 4 |  |
| 2 |        | Ken Rosewall                        | 8 | 3  | 6         | 6 |  |
| 3 |        | Nicola Pietrangeli - Orlando Sirola | 5 | 11 | 5         |   |  |
| 3 |        | Rex Hartwig - Lew Hoad              | 7 | 13 | 7         |   |  |
| |        |                                     |   |    |           |   |  |
| 4 |        | Orlando Sirola                      | 4 | 6  | 1         | 4 |  |
| 4 |        | Ken Rosewall                        | 6 | 4  | 6         | 6 |  |
| |        |                                     |   |    |           |   |  |
| 5 |        | Nicola Pietrangeli                  | 7 | 2  | 3         |   |  |
| 5 |        | Lew Hoad                            | 9 | 6  | 6         |   |  |
| |        |                                     |   |    |           |   |  |

#### Challenge round
La finale de la Coupe Davis 1955 se joue entre les États-Unis et l'Australie.
| | États-Unis | 0                         | -  | 5  | Australie |   |   |
| --- | ---------- | ------------------------- | -- | -- | --------- | - | - |
| West Side T.C., New York, NY, États-Unis |            |                           |    |    |           |   |   |
| du 26 au 28 août 1955 sur gazon (ext.) |            |                           |    |    |           |   |   |
| \| 1 \| \| Vic Seixas \| 3 \| 8 \| 6 \| 2 \| \| \| 1 \| \| Ken Rosewall \| 6 \| 10 \| 4 \| 6 \| \| \| 2 \| \| Tony Trabert \| 6 \| 3 \| 3 \| 6 \| \| \| 2 \| \| Lew Hoad \| 4 \| 6 \| 6 \| 8 \| \| \| 3 \| \| Vic Seixas - Tony Trabert \| 14 \| 4 \| 3 \| 6 \| 5 \| \| 3 \| \| Rex Hartwig - Lew Hoad \| 12 \| 6 \| 6 \| 3 \| 7 \| \| \| \| \| \| \| \| \| \| \| 4 \| \| Vic Seixas \| 9 \| 1 \| 4 \| 4 \| \| \| 4 \| \| Lew Hoad \| 7 \| 6 \| 6 \| 6 \| \| \| \| \| \| \| \| \| \| \| \| 5 \| \| Hamilton Richardson \| 4 \| 6 \| 1 \| 4 \| \| \| 5 \| \| Ken Rosewall \| 6 \| 3 \| 6 \| 6 \| \| \| \| \| \| \| \| \| \| \| |            |                           |    |    |           |   |   |
| 1 |            | Vic Seixas                | 3  | 8  | 6         | 2 |   |
| 1 |            | Ken Rosewall              | 6  | 10 | 4         | 6 |   |
| 2 |            | Tony Trabert              | 6  | 3  | 3         | 6 |   |
| 2 |            | Lew Hoad                  | 4  | 6  | 6         | 8 |   |
| 3 |            | Vic Seixas - Tony Trabert | 14 | 4  | 3         | 6 | 5 |
| 3 |            | Rex Hartwig - Lew Hoad    | 12 | 6  | 6         | 3 | 7 |
| |            |                           |    |    |           |   |   |
| 4 |            | Vic Seixas                | 9  | 1  | 4         | 4 |   |
| 4 |            | Lew Hoad                  | 7  | 6  | 6         | 6 |   |
| |            |                           |    |    |           |   |   |
| 5 |            | Hamilton Richardson       | 4  | 6  | 1         | 4 |   |
| 5 |            | Ken Rosewall              | 6  | 3  | 6         | 6 |   |
| |            |                           |    |    |           |   |   |